# Glyphomitrium papillosum
Glyphomitrium papillosum là một loài rêu trong họ Ptychomitriaceae. Loài này được Herzog mô tả khoa học đầu tiên năm 1909.